# Asian Lesbian Network
A Asian Lesbian Network foi formada em março de 1986 na conferência do International Lesbian Information Service (ILIS) em Genebra, Suíça, onde lésbicas de Bangladesh, Índia, Estados Unidos, Japão e Tailândia organizaram workshops durante a conferência.
Desde então, a rede já sediou quatro conferências internacionais. A primeira, organizada pela Anjaree, um grupo lésbico de Bangkok, Tailândia, ocorreu em Bangkok em 1990; a segunda conferência aconteceu em Tóquio, Japão, em maio de 1992, e foi organizada pela filial japonesa da rede.
A terceira conferência ocorreu em Wulai, Taipei, em agosto de 1995, e a quarta ocorreu em Quezon City, Filipinas, em 1998.
A rede, que publica o Asian Lesbian Network Newsletter, tem como objetivo fornecer oportunidades de networking para lésbicas asiáticas em todo o mundo, bem como contribuir para uma maior conscientização sobre as lésbicas asiáticas, suas vidas e seus problemas.